# Curt Göransson (militär)
Curt Ture Engelbrecht Göransson, född 15 juli 1909 i Hedvig Eleonora församling, Stockholm, död 11 november 1996 i Danderyds församling, Uppland, var en svensk militär (general).

## Biografi
Göransson blev fänrik vid Upplands infanteriregemente (I 8) 1930 och kapten vid generalstabskåren 1940. Han tjänstgjorde vid Svea livgarde (I 1) 1945–1947. Göransson blev major vid generalstabskåren 1948, överstelöjtnant vid generalstabskåren 1952 och tjänstgjorde vid Södra skånska infanteriregementet (I 7) 1953. Han utnämndes till överste och chef för Hälsinge regemente (I 14) 1955. Göransson blev tillförordnad chef för försvarsstaben 1957, generalmajor 1957, var chef för försvarsstaben 1957–1960, militärbefälhavare i I.militärområdet 1961–1963, blev generallöjtnant 1963 och var arméchef 1963–1969.
Göransson studerade vid Krigshögskolan (KHS) 1935–1937, krigsakademien i Berlin 1938–1939 och var lärare vid KHS 1942–1945. Han verkade även som militär expert vid skandinaviska försvarsförhandlingarna 1948–1949 och i försvarsutredningen 1949–1950 samt i 1960 års försvarskommitté. Vid sitt avsked 1969 befordrades Göransson till general i generalitetets reserv. Han var ledamot av Kungliga Krigsvetenskapsakademien från 1949.
Göransson var son överstelöjtnant Erik Göransson och Elsa Engelbrecht. Han gifte sig 1933 med Eva Nordlinder (1909–1991).  Makarna Göransson är begravda på Lidingö kyrkogård.

## Utmärkelser
- Kommendör med stora korset av Svärdsorden, 4 juni 1965.[4]
- Riddare av Nordstjärneorden.[5]
- Riddare av Vasaorden.[5]